# 阵线党

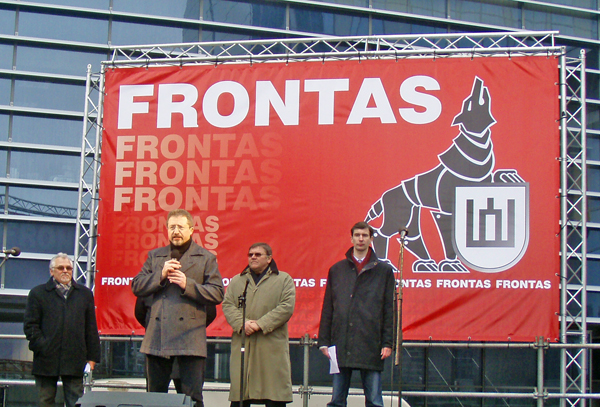
阵线党的领导人

阵线党（缩写为FRONTAS）是立陶宛的一个已不存在的社会主义政党，由阿尔吉尔达斯·帕莱基斯于2008年创建。该党曾参加2008年立陶宛议会选举，但未能进入议会。2009年12月19日，该党与立陶宛社会党合并为社会主义人民阵线。